# Успение Богородично (Лъджене)
„Успение Богородично“ или „Света Богородица“ е православен храм, разположен в Лъджене, централния квартал на Велинград, България, част от Пловдивската епархия на Българската православна църква.

## История
Идеята за построяването на православна църква в помашкото село Лъджене се появява след започналото след Съединението заселване в него на православни българи от други части на България – предимно македонски българи от останалия в Османската империя Разлог. Инициатори на изграждането са свещеник Георги Иванов Баев, преселил се от Якоруда в Лъджене в 1892 година, кметът на Лъджене Георги Благов Бакърджията, Иван Тодоров Масларов, Стою Докумов и Илия Хрисчов Калъчев. През зимата на 1896 година общинският съвет взима решение за начало на строеж през лятото и за целта е избрана комисия с председател Георги Баев.
Строителството на храма започва през август 1896 година. В основния камък на църквата в стъклено шише са поставени написаният от Стою Докумов и Атанас Зидаров възпоменателен Акт и монети. Архитект на сградата е швейцарецът Емануел Лупос от Пловдив, който в 1894 – 1895 година участва в изработването на градоустройствения план на Лъджене. Строители са Илия Калинков и зет му Апостол от село Скребатно, Неврокопско. Материалите са дарение от гражданите – тухлите от Иван Стоянов от Пазарджик, камъните и плочите от Георги Симеонов и сина му Иван Похлупков от Гулийна баня, дървеният материал от общината. Превозът е от Юсуф Дивов, Юсеин Шольов и Юсеин Потурнаков. Мазилката на храма и покриването на камбанарията са извършени от Васил Мицов и Лазар Василев от София. За довършването на работата са взети 2500 лева заем от Константин Хаджикалчев, който е изплатен по-рано от предвидения двугодишен срок, като парите са събрани най-вече от власите християни, живеещи из Пещерско.
Строежът е завършен през есента на 1897 година.
Храмът е осветен на 30 юли 1900 година от викарния епископ на Пловдивската митрополия Антим Брегалнишки.
На 3 ноември 1977 година силно земетресение поврежда сградата – камбанарията е пропукана цялостно и кръстът ѝ пада.
При Разкола в Българската православна църква, храмът заедно с другите църкви в Чепинското корито, е на страната на Алтернативния синод на патриарх Пимен. През май 2001 г. тези църкви се връщат на подчинение на Пловдивската митрополия на БПЦ, начело с митрополит Арсений Пловдивски.
В 1994 година са реставрирани иконите, а в 2000 година са ремонтирани фасадата и покривът.

## Архитектура
Иконостасът на храма е резбован дело на майстора от рода Филипови Йосиф Филипов и калфата му Яне Марангозов от Пловдив, изработен в 1896 – 1897 година.
Иконите за църквата са изписани в 1897 година от видния живописец, представител на Банската художествена школа, Симеон Молеров.
- Икони на Симеон Молеров, 1897 г.
- „Свети Георги“
- „Свети Йоан Предтеча“
- „Св. св. Константин и Елена“
- „Свети Николай“